# Scopula honshuensis
Scopula honshuensis là một loài bướm đêm trong họ Geometridae.